# Heksameter
Heksameter (græsk hexametron / ἑξάμετρον 'seksmål') er et klassisk versemål. Det græske og romerske epos blev skrevet i heksametre, men versemålet blev i oldtiden også brugt til hymner. Heksametret blev desuden forbundet med pentametret til det såkaldte elegiske distikon til forskellige former for lejlighedsdigtning.
Heksametret består af seks daktyler (den sidste forkortet):
```
 
– ∪ ∪ – ∪ ∪ – ∪ ∪ – ∪ ∪ – ∪ ∪ – ∪
```

- – = en lang stavelse (på latin og græsk) / en trykstærk stavelse (på dansk)
- ∪ = en kort stavelse (på latin og græsk) / en tryksvag stavelse (på dansk)

De to korte hhv. tryksvage stavelser kan i hvert tilfælde erstattes af én lang hhv. trykstærk stavelse. Derved ændres daktylen altså til en spondæ. Spondæ i femte fod forekommer dog sjældent; og hvis det bruges, vil det for det meste være, fordi digteren ønsker at skabe en særlig effekt. Hos de romerske digtere er det langt hyppigere end hos de græske.
Der vil som regel være en pause (cæsur) efter den tredje (naturligt) lange hhv. trykstærke stavelse eller mellem det tredje par korte hhv. tryksvage stavelser. Sjældnere i stedet i den anden og/eller fjerde daktyl.
Der er undertiden også en pause (diærese) mellem den fjerde og den femte daktyl.